# Comando carabinieri antifalsificazione monetaria
Il Comando carabinieri antifalsificazione monetaria è il reparto dell'Arma dei carabinieri specializzato nella lotta al falso nummario e nel contrasto alle frodi con le carte di pagamento.

## Storia
Il Reparto è stato istituito il 19 ottobre 1992 con il nome di Nucleo operativo antifalsificazione monetaria (NOAM) in seno al Comando Carabinieri Banca d'Italia.
Nel giugno del 1999 è stato elevato a Comando di corpo, con l'attuale denominazione Comando carabinieri antifalsificazione monetaria, alle dipendenze del Comando divisione carabinieri unità specializzate.

## Riferimenti normativi
Sin dal 1992, il D.M. del 22 gennaio 1992, relativo alla ripartizione degli obiettivi tra le varie Forze di Polizia, ha riconosciuto all'Arma dei carabinieri un consolidato interesse nel settore della contraffazione monetaria.
Il d.lgs. 5 ottobre 2000 n. 297 (Norme in materia di riordino dell'Arma dei carabinieri a norma dell'art. 1, legge 31 marzo 2000 n. 78) sancisce la competenza dell'Arma nella repressione del falso nummario.
Con il d.m.i del 28.04.2006 sul riassetto dei comparti di specialità delle Forze di Polizia viene ribadito che “l'Arma di Carabinieri opererà per la repressione del falso nummario anche attraverso il proprio Reparto specializzato”.

## Attività
Il Comando Carabinieri Antifalsificazione Monetaria conduce indagini su tutto il territorio nazionale in materia di falso nummario - connesso con l'attività della criminalità organizzata - e collabora con gli omologhi organismi delle forze di polizia estere specializzate nel settore della falsificazione monetaria, mediante lo scambio di informazioni e la cooperazione internazionale di polizia attraverso Interpol ed Europol (cosiddetto Terzo pilastro dell'Unione europea).
Quale "Autorità Nazionale Competente" per l'Arma dei Carabinieri per la lotta alla falsificazione monetaria, ai sensi del Regolamento 1338/2001 (aggiornato a seguito del 47° Meeting di esperti sulla contraffazione monetaria in G.U. dell'U.E. C56 del 10 marzo 2009) del Consiglio dell'Unione europea, il Comando Carabinieri Antifalsificazione Monetaria partecipa in ambito europeo alle iniziative volte alla protezione dell'Euro dalla falsificazione poste in essere dalle Istituzioni dell'UE (Commissione europea - OLAF e Banca centrale europea in primis) nell'ambito del cosiddetto Primo Pilastro dell'Unione Europea. In tale quadro, il Comando Carabinieri Antifalsificazione Monetaria è membro del Comitato Editoriale incaricato della redazione del Manuale europeo sulla Contraffazione Monetaria, progetto finanziato con i fondi del Programma "PERICLES" (Decisione del Consiglio del 17 dicembre 2001).
Le aree di intervento del Comando carabinieri antifalsificazione monetaria sono la falsificazione monetaria (banconote/monete Euro e valute estere), le frodi con i mezzi di pagamento diversi dal contante (carte di credito e debito), il falso documentale (documenti di identità),la contraffazione di valori bollati (marche da bollo tradizionali e le nuove marche telematiche), le altre tipologie di falsificazioni (titoli di credito, assegni, traveller's cheque, certificati di vario genere).
Per assolvere ai propri compiti istituzionali il Comando carabinieri antifalsificazione monetaria, in ambito nazionale, collabora con la Banca d'Italia, l'Istituto Poligrafico e Zecca dello Stato, il Ministero dell'Economia e delle Finanze, l'Associazione Bancaria Italiana (ABI) e le società di gestione dei principali circuiti di emissione delle carte di pagamento.
Inoltre, il comandante pro-tempore dei Carabinieri antifalsificazione monetaria - designato dal Comando Generale dell'Arma dei Carabinieri quale esperto nazionale in materia - partecipa periodicamente alle riunioni del gruppo di esperti sulla falsificazione monetaria (ECEG- Euro Counterfeiting Expert Group, nell'ambito COCOLAF - Comitato per il coordinamento nel settore della lotta contro le frodi - Decisione 94/140/CE della Commissione del 23 febbraio 1994) organizzate dall'Ufficio europeo per la lotta antifrode (OLAF) della Commissione europea (attività di "primo pilastro" dell'UE) nonché alle riunioni in materia di falsificazione monetaria e frodi mediante mezzi di pagamento diversi dal contante, presso Europol (l'Agenzia Europea di Polizia) nell'ambito della Cooperazione internazionale di polizia (attività di "terzo pilastro" dell'UE). In ambito nazionale, partecipa altresì ai convegni dell'Associazione bancaria italiana (ABI).

## Cronotassi dei comandanti
- Gen.B. Carlo Mori (1992-2005)
- Col. Edoardo Lepre (2005-2007)
- Gen.B. Alessandro Gentili (2007-2013)
- Col. Francesco Ferace (2013-2019)
- Col. Renato Chicoli (2019-2022)
- Col. t.ISSMI Giuseppe Cavallari (2022-18.3.2024)
- Gen. B. Giuseppe Cavallari (2024-2025)
- Gen. B. Gianluca Vitagliano (2025-attuale)

## Collegamenti
- Divisione unità specializzate carabinieri, su carabinieri.it.
- Dispositivo nazionale di protezione dell'euro (PDF) [collegamento interrotto], su dt.tesoro.it.